# HD 564
HD 564 est une étoile de la constellation australe du Phénix. Il s'agit d'une étoile naine (classe de luminosité V) jaune (type spectral G2/G3) comparable au Soleil tant par sa masse (de 0,92 ± 0,03 masse solaire) et son rayon (de 1,01 ± 0,05 rayon solaire) que sa métallicité (−0,20 ± 0,05). Située à une distance d'environ 50,6 parsecs de la Terre, sa magnitude apparente dans le spectre visible n'est que de 8,29 et elle n'est pas observable à l'œil nu. Elle est l'objet primaire d'un système planétaire dont l'unique objet secondaire connu est HD 564 b, une planète confirmée.

## HD 564 b
HD 564 b est une planète extrasolaire (exoplanète) confirmée en orbite autour de l'étoile HD 564.
La planète a été détectée par la méthode spectroscopique des vitesses radiales grâce au spectrographe HARPS équipant le télescope de 3,6 mètres de l'Observatoire européen austral à l'observatoire de La Silla. Sa découverte, annoncée en décembre 2014, a été confirmée par la NASA le 8 janvier 2015.
D'une masse d'un tiers de celle de Jupiter pour une période de révolution de 1,2 an (demi-grand axe de 1,2 unité astronomique), il s'agit très probablement d'une planète géante. Son étoile étant similaire au Soleil en termes de dimensions et température, HD 564 b est située dans la zone habitable de celle-ci.